# Verein für Leibesübungen von 1899 1981-1982
Questa voce raccoglie le informazioni riguardanti il Verein für Leibesübungen von 1899 nelle competizioni ufficiali della stagione 1981-1982.

## Stagione
Nella stagione 1981-1982 l'Osnabrück, allenato da Bernd Hoss e Carl-Heinz Rühl, concluse il campionato di 2. Bundesliga al 13º posto. In Coppa di Germania l'Osnabrück fu eliminato al terzo turno dall'Hannover 96.

## Rosa
| N. |                     | Ruolo | Calciatore            |
| -- | ------------------- | ----- | --------------------- |
|    | Germania (bandiera) | P     | Rolf Meyer            |
|    | Germania (bandiera) | P     | Uwe Seiler            |
|    | Germania (bandiera) | D     | Lothar Gans           |
|    | Germania (bandiera) | D     | Karl Heinz Krekeler   |
|    | Germania (bandiera) | D     | Ulf Metschies         |
|    | Germania (bandiera) | D     | Karl-Friedrich Wessel |
|    | Germania (bandiera) | C     | Herbert Bittner       |
|    | Belgio (bandiera)   | C     | Antoine Fagot         |
|    | Germania (bandiera) | C     | Werner Gmeiner        |
|    | Germania (bandiera) | C     | Joachim Grimmelsmann  |
|    | Germania (bandiera) | C     | Dieter Hochheimer     |

| N. |                      | Ruolo | Calciatore        |
| -- | -------------------- | ----- | ----------------- |
|    | Germania (bandiera)  | C     | Rainer Knopp      |
|    | Germania (bandiera)  | C     | Ralf Lehmann      |
|    | Germania (bandiera)  | C     | Walter Nieporte   |
|    | Croazia (bandiera)   | C     | Vitomir Rogoznica |
|    | Danimarca (bandiera) | C     | Niels Tune-Hansen |
|    | Germania (bandiera)  | A     | Frank Dietrich    |
|    | Germania (bandiera)  | A     | Bernd Eufinger    |
|    | Germania (bandiera)  | A     | Mario Laubinger   |
|    | Germania (bandiera)  | A     | Andreas Loges     |
|    | Germania (bandiera)  | A     | Michael Lorenz    |
|    | Germania (bandiera)  | A     | Detlef Olaidotter |

## Organigramma societario
Area tecnica
- Allenatore: Carl-Heinz Rühl
- Allenatore in seconda:
- Preparatore dei portieri:
- Preparatori atletici:

## Calciomercato

### Sessione estiva
| Acquisti | Acquisti            | Acquisti              | Acquisti |
| R.       | Nome                | da                    | Modalità |
| -------- | ------------------- | --------------------- | -------- |
| A        | Bernd Eufinger      | Eintracht Francoforte |          |
| C        | Werner Gmeiner      | Erkenschwick          |          |
| D        | Karl Heinz Krekeler | Preußen Münster       |          |

| Cessioni | Cessioni          | Cessioni           | Cessioni |
| R.       | Nome              | a                  | Modalità |
| -------- | ----------------- | ------------------ | -------- |
| A        | Horst Feilzer     | Uerdingen 05       |          |
| C        | Peter Harth       | Oldenburg          |          |
| C        | Butje Rosenfeld   | Hummelsbütteler SV |          |
| A        | Ralf von Diericke | Wuppertal          |          |

### Sessione invernale
| Acquisti | Acquisti        | Acquisti               | Acquisti |
| R.       | Nome            | da                     | Modalità |
| -------- | --------------- | ---------------------- | -------- |
| C        | Herbert Bittner | Eintracht Braunschweig |          |

| Cessioni | Cessioni | Cessioni | Cessioni |
| R.       | Nome     | a        | Modalità |
| -------- | -------- | -------- | -------- |

## Risultati

### 2. Bundesliga

#### Girone di andata
| Arbitro: | Hennig |

|            |           |                                    |
| Lorenz 45’ | Marcatori | 40’ Michelberger 80’ (rig.) Kutzop |

| Arbitro: | Engel |

|             |           |           |
| Năstase 19’ | Marcatori | 72’ Loges |

| Arbitro: | Pauly |

|                        |           |                |
| Janzon 35’ Drexler 44’ | Marcatori | 29’, 40’ Loges |

| Osnabrück 15 agosto 1981, ore 15:00 CEST 4ª giornata | Osnabrück  | 0 – 0 referto | Union Solingen | Stadion an der Bremer Brücke (15 000 spett.)\| Arbitro: \| Zimmermann \| |
| Arbitro:                                             | Zimmermann |               |                |                                                                          |

| Arbitro: | Eli |

|                  |           |  |
| Schwehr 47’, 89’ | Marcatori |  |

| Arbitro: | Osmers |

|             |           |  |
| Lehmann 63’ | Marcatori |  |

| Arbitro: | Brehm |

|  |           |            |
|  | Marcatori | 57’ Lorenz |

| Arbitro: | Meijerink |

|                          |           |  |
| Gans 17’ Lorenz 71’, 89’ | Marcatori |  |

| Arbitro: | Wuttke |

|                                |           |                                            |
| Schatzschneider 83’ Scholz 88’ | Marcatori | 10’ Hochheimer 43’ Dietrich 48’ Olaidotter |

| Arbitro: | Möller |

|                         |           |              |
| Lehmann 48’ (rig.), 80’ | Marcatori | 27’ Nathmann |

| Arbitro: | Hellwig |

|                                    |           |                 |
| Denz 14’ Fink 19’ Hinterberger 73’ | Marcatori | 72’ Tune-Hansen |

| Arbitro: | Ahlenfelder |

|  |           |                                   |
|  | Marcatori | 21’ Remark 80’ Mohr 82’ Killmaier |

| Arbitro: | Reichmann |

|                                                           |           |                           |
| Rolff 25’ Linßen 37’ Hanschitz 42’ Werres 45’ Mödrath 90’ | Marcatori | 69’ Lorenz 83’ Olaidotter |

| Arbitro: | Wippker |

|                |           |  |
| Hochheimer 88’ | Marcatori |  |

| Arbitro: | Kautschor |

|                                      |           |  |
| Kempa 15’ Frohnapfel 48’ Pallaks 55’ | Marcatori |  |

| Arbitro: | Malbranc |

|                 |           |                 |
| Tune-Hansen 13’ | Marcatori | 64’ Grillemeier |

| Arbitro: | Assenmacher |

|                                                         |           |                           |
| Dreher 28’, 59’ Müller 29’ Täuber 64’ Steinkirchner 81’ | Marcatori | 7’ Loges 11’, 70’ Lehmann |

| Arbitro: | Klauser |

|           |           |  |
| Fagot 32’ | Marcatori |  |

| Arbitro: | Theobald |

|            |           |                            |
| Kunkel 64’ | Marcatori | 2’ Gmeiner 78’ Tune-Hansen |

#### Girone di ritorno
| Arbitro: | Walz |

|                 |           |  |
| Krause 51’, 60’ | Marcatori |  |

| Arbitro: | Wuttke |

|                                    |           |                             |
| Fagot 6’ Lorenz 8’ Tune-Hansen 74’ | Marcatori | 17’ Sidka 18’ Bunk 73’ Beer |

| Arbitro: | Eschweiler |

|           |           |            |
| Fagot 69’ | Marcatori | 28’ Bücker |

| Arbitro: | Glaw |

|  |           |            |
|  | Marcatori | 65’ Lorenz |

| Arbitro: | Brückner |

|                       |           |                   |
| Fagot 15’ Lehmann 86’ | Marcatori | 60’ (rig.) Derigs |

| Arbitro: | Gabor |

|                 |           |  |
| Clute-Simon 61’ | Marcatori |  |

| Osnabrück 6 marzo 1982, ore 15:00 CET 26ª giornata | Osnabrück | 0 – 0 referto | Waldhof Mannheim | Stadion an der Bremer Brücke (4 000 spett.)\| Arbitro: \| Wahmann \| |
| Arbitro:                                           | Wahmann   |               |                  |                                                                      |

| Arbitro: | Jupe |

|             |           |  |
| Aumeier 22’ | Marcatori |  |

| Arbitro: | Michel |

|                    |           |                                    |
| Lehmann 49’ (rig.) | Marcatori | 35’ Kleppinger 44’ Schatzschneider |

| Arbitro: | Kautschor |

|                 |           |  |
| Hönnscheidt 32’ | Marcatori |  |

| Arbitro: | Theobald |

|                           |           |  |
| Olaidotter 17’ Lorenz 57’ | Marcatori |  |

| Arbitro: | Wippker |

|                                                                 |           |             |
| Wessel 4’ (aut.) Remark 12’ Mohr 18’ Killmaier 88’ Wesseler 90’ | Marcatori | 44’ Lehmann |

| Arbitro: | Kasperowski |

|                                 |           |                           |
| Lehmann 10’ Borkhart 57’ (aut.) | Marcatori | 45’ Schmitz 85’ Scheinert |

| Arbitro: | Uhlig |

|          |           |            |
| Benz 61’ | Marcatori | 80’ Lorenz |

| Arbitro: | Werner |

|             |           |  |
| Gmeiner 53’ | Marcatori |  |

| Arbitro: | Reichmann |

|                                                            |           |                  |
| Klinger 13’ (rig.) Metzger 24’ Wegmann 52’, 65’ Herget 85’ | Marcatori | 19’, 75’ Lehmann |

| Arbitro: | Risse |

|  |           |                                         |
|  | Marcatori | 31’ Dreher 63’ Steinkirchner 72’ Turcik |

| Arbitro: | Wippker |

|  |           |                                          |
|  | Marcatori | 19’, 85’ Bittner 33’, 55’ (rig.) Lehmann |

| Arbitro: | Malbranc |

|                             |           |  |
| Fagot 41’ Eufinger 48’, 83’ | Marcatori |  |

### Coppa di Germania
| Arbitro: | Schümer |

|                                                      |           |  |
| Olaidotter 7’ (rig.) Gans 33’ Dietrich 69’, 77’, 88’ | Marcatori |  |

| Arbitro: | Kühne |

|                     |           |                                      |
| Gebhardt 79’ (rig.) | Marcatori | 34’ Dietrich 82’ Rogoznica 83’ Fagot |

| Arbitro: | Roth |

|                            |           |  |
| Neumann 56’ Kleppinger 57’ | Marcatori |  |

## Statistiche

### Statistiche di squadra
| Competizione      | Punti | In casa | In casa | In casa | In casa | In casa | In casa | In trasferta | In trasferta | In trasferta | In trasferta | In trasferta | In trasferta | Totale | Totale | Totale | Totale | Totale | Totale | DR  |
| Competizione      | Punti | G       | V       | N       | P       | Gf      | Gs      | G            | V            | N            | P            | Gf           | Gs           | G      | V      | N      | P      | Gf     | Gs     | DR  |
| ----------------- | ----- | ------- | ------- | ------- | ------- | ------- | ------- | ------------ | ------------ | ------------ | ------------ | ------------ | ------------ | ------ | ------ | ------ | ------ | ------ | ------ | --- |
| 2. Bundesliga     | 37    | 19      | 9       | 6       | 4       | 25      | 19      | 19           | 5            | 3            | 11           | 24           | 40           | 38     | 14     | 9      | 15     | 49     | 59     | -10 |
| Coppa di Germania | -     | 1       | 1       | 0       | 0       | 5       | 0       | 2            | 1            | 0            | 1            | 3            | 3            | 3      | 2      | 0      | 1      | 8      | 3      | +5  |
| Totale            | 37    | 20      | 10      | 6       | 4       | 30      | 19      | 21           | 6            | 3            | 12           | 27           | 43           | 41     | 16     | 9      | 16     | 57     | 62     | -5  |

### Andamento in campionato
| Giornata  | 1  | 2  | 3  | 4  | 5  | 6  | 7  | 8 | 9 | 10 | 11 | 12 | 13 | 14 | 15 | 16 | 17 | 18 | 19 | 20 | 21 | 22 | 23 | 24 | 25 | 26 | 27 | 28 | 29 | 30 | 31 | 32 | 33 | 34 | 35 | 36 | 37 | 38 |
| --------- | -- | -- | -- | -- | -- | -- | -- | - | - | -- | -- | -- | -- | -- | -- | -- | -- | -- | -- | -- | -- | -- | -- | -- | -- | -- | -- | -- | -- | -- | -- | -- | -- | -- | -- | -- | -- | -- |
| Luogo     | C  | T  | T  | C  | T  | C  | T  | C | T | C  | T  | C  | T  | C  | T  | C  | T  | C  | T  | T  | C  | C  | T  | C  | T  | C  | T  | C  | T  | C  | T  | C  | T  | C  | T  | C  | T  | C  |
| Risultato | P  | N  | N  | N  | P  | V  | V  | V | V | V  | P  | P  | P  | V  | P  | N  | P  | V  | V  | P  | N  | N  | V  | V  | P  | N  | P  | P  | P  | V  | P  | N  | N  | V  | P  | P  | V  | V  |
| Posizione | 15 | 14 | 16 | 15 | 17 | 17 | 14 | 6 | 5 | 5  | 7  | 10 | 12 | 10 | 11 | 11 | 13 | 11 | 10 | 11 | 11 | 12 | 12 | 10 | 12 | 11 | 12 | 12 | 13 | 12 | 12 | 12 | 12 | 12 | 12 | 13 | 13 | 13 |

Legenda:

Luogo: C = Casa; T = Trasferta. Risultato: V = Vittoria; N = Pareggio; P = Sconfitta.

### Statistiche dei giocatori
| Giocatore       | 2. Bundesliga | 2. Bundesliga | 2. Bundesliga | 2. Bundesliga | Coppa di Germania | Coppa di Germania | Coppa di Germania | Coppa di Germania | Totale   | Totale | Totale      | Totale     |
| Giocatore       | Presenze      | Reti          | Ammonizioni   | Espulsioni    | Presenze          | Reti              | Ammonizioni       | Espulsioni        | Presenze | Reti   | Ammonizioni | Espulsioni |
| --------------- | ------------- | ------------- | ------------- | ------------- | ----------------- | ----------------- | ----------------- | ----------------- | -------- | ------ | ----------- | ---------- |
| H. Bittner      | 19            | 2             | 3             | 0             | 0                 | 0                 | 0                 | 0                 | 19       | 2      | 3           | 0          |
| F. Dietrich     | 20            | 1             | 0             | 0             | 3                 | 4                 | 0                 | 0                 | 23       | 5      | 0           | 0          |
| B. Eufinger     | 5             | 2             | 0             | 0             | 1                 | 0                 | 0                 | 0                 | 6        | 2      | 0           | 0          |
| A. Fagot        | 31            | 5             | 3             | 0             | 3                 | 1                 | 1                 | 0                 | 34       | 6      | 4           | 0          |
| L. Gans         | 38            | 1             | 3             | 0             | 3                 | 1                 | 0                 | 0                 | 41       | 2      | 3           | 0          |
| W. Gmeiner      | 34            | 2             | 1             | 0             | 3                 | 0                 | 0                 | 0                 | 37       | 2      | 1           | 0          |
| J. Grimmelsmann | 1             | 0             | 0             | 0             | 0                 | 0                 | 0                 | 0                 | 1        | 0      | 0           | 0          |
| D. Hochheimer   | 32            | 2             | 1             | 0             | 3                 | 0                 | 0                 | 0                 | 35       | 2      | 1           | 0          |
| R. Knopp        | 4             | 0             | 0             | 0             | 0                 | 0                 | 0                 | 0                 | 4        | 0      | 0           | 0          |
| K. Krekeler     | 17            | 0             | 2             | 0             | 2                 | 0                 | 0                 | 0                 | 19       | 0      | 2           | 0          |
| M. Laubinger    | 0             | 0             | 0             | 0             | 0                 | 0                 | 0                 | 0                 | 0        | 0      | 0           | 0          |
| R. Lehmann      | 35            | 13            | 6             | 0             | 3                 | 0                 | 0                 | 0                 | 38       | 13     | 6           | 0          |
| A. Loges        | 32            | 4             | 0             | 0             | 3                 | 0                 | 0                 | 0                 | 35       | 4      | 0           | 0          |
| M. Lorenz       | 31            | 9             | 7             | 0             | 3                 | 0                 | 0                 | 0                 | 34       | 9      | 7           | 0          |
| U. Metschies    | 9             | 0             | 0             | 0             | 0                 | 0                 | 0                 | 0                 | 9        | 0      | 0           | 0          |
| R. Meyer        | 38            | 0             | 2             | 0             | 2                 | 0                 | 0                 | 0                 | 40       | 0      | 2           | 0          |
| W. Nieporte     | 2             | 0             | 0             | 0             | 0                 | 0                 | 0                 | 0                 | 2        | 0      | 0           | 0          |
| D. Olaidotter   | 36            | 3             | 4             | 0             | 3                 | 1                 | 0                 | 0                 | 39       | 4      | 4           | 0          |
| V. Rogoznica    | 26            | 0             | 4             | 0             | 2                 | 1                 | 0                 | 0                 | 28       | 1      | 4           | 0          |
| U. Seiler       | 0             | 0             | 0             | 0             | 1                 | 0                 | 0                 | 0                 | 1        | 0      | 0           | 0          |
| N. Tune-Hansen  | 34            | 4             | 1             | 0             | 3                 | 0                 | 0                 | 0                 | 37       | 4      | 1           | 0          |
| K. Wessel       | 27            | 0             | 3             | 0             | 1                 | 0                 | 0                 | 0                 | 28       | 0      | 3           | 0          |